# 조선민주주의인민공화국의 보건
2022년 기준으로 북한의 기대수명은 74세이다. 북한은 저소득 국가로 분류되지만, 2013년 기준 북한의 사망 원인 구조는 다른 저소득 국가들과는 다르다. 오히려, 사망 원인은 전 세계 평균과 더 유사하며, 심혈관 질환과 같은 비전염성 질환이 전체 사망의 약 3분의 2를 차지한다.
북한은 국가의료서비스와 건강보험 체계를 통해 보편적 의료를 제공한다고 주장한다. 또한, 의료 서비스가 무상으로 제공된다고 주장한다. 그러나 이러한 주장은 북한 탈북자들에 의해 반박되고 있으며, 탈북자들은 환자들이 실제로는 의료 서비스를 받기 위해 돈을 지불해야 하며, 상류층은 더 높은 수준의 의료 서비스를 이용할 수 있고, “환자의 생사가 가진 돈에 달려 있다”고 주장한다.

### 개요
1946년, 북한은 사회보험법에 의해 무료이지만 보편적이지는 않은 의료를 규정하였다. 1950년대부터 북한은 의료에 큰 중점을 두기 시작했다. 1952년에는 기초적인 보편적 의료제도가 시작되었으며, 1955년부터 1986년 사이에 병원 수는 285개에서 2,401개로, 진료소 수는 1,020개에서 5,644개로 증가하였다.
오늘날 조선민주주의인민공화국에 존재하는 대부분의 병원은 1960~1970년대에 건설된 것들이다. 김일성 집권 기간 동안에는 효과적인 의무 건강검진 및 예방접종 프로그램이 시행되었다. 당시에는 의사들의 급여가 낮았기 때문에 많은 수의 의사를 확보할 수 있었다. 현재도 의사의 수는 많은 편이나, 간호사가 부족하여 의사들이 일상적인 의료 절차까지 수행해야 하는 상황이다. 의료 인프라는 예방의학에서는 비교적 효과적이지만, 보다 복잡하고 어려운 질환 치료에는 미흡하다는 평가를 받는다.
1979년 이후에는 약초 치료와 침술을 중심으로 한 전통 한의학에 더 많은 중점을 두기 시작했다. 2010년에는 국가 원격의료망이 개통되어, 평양의 김만유병원과 10개의 지방 의료기관을 연결하고 있다.
1990년대 이후, 자연재해, 경제 문제, 그리고 식량 및 에너지 부족으로 인해 북한의 의료 시스템은 급격한 쇠퇴를 겪었다. 2001년, 북한은 국내총생산(GDP)의 3%를 의료에 지출했지만, 같은 해 많은 병원과 진료소에서는 필수 의약품, 의료 장비, 심지어는 수돗물조차 부족했다. 이는 국제 사회의 대북 제재로 인한 결과였다.
전기 부족은 여전히 가장 큰 문제이다. 고급 장비가 있다 하더라도 전기가 없으면 무용지물이다. 일부 시설은 정전 시를 대비해 발전기를 구비하고 있기도 하다.
2020년에는 평양 중심부에 새로운 병원인 ‘평양종합병원’을 건설하기 시작했다. 이 병원은 당창건기념탑 앞에 위치하며, 보건의료 체계 개선 프로그램의 일환이다.
건강 상태
2010년, 국제앰네스티(Amnesty International)와 세계보건기구(World Health Organization, WHO)는 북한의 보건의료 시스템에 대해 매우 상반된 주장을 내놓았다. 국제앰네스티는 40명의 탈북자와 외국 의료 종사자들과의 인터뷰를 인용하며, 북한의 보건의료 시스템을 "거의 기능하지 않는 병원이 있는 암울한 상황"으로 묘사했다. 이 보고서는 난방과 전기가 없는 병원, 그리고 의약품 및 의료 장비의 부족을 언급하였다. 또한 의료가 무료라는 주장에도 이의를 제기했으며, 인터뷰에 따르면 1990년대 이후로는 의료가 더 이상 무료가 아니었다고 주장했다.
반면 세계보건기구(WHO)는 국제앰네스티의 보고서를 구식이고 사실과 다르다며 비판했고, 북한의 보건의료 시스템을 "개발도상국의 부러움을 살 만한 수준"이라고 평가했다. 다만 WHO는 "열악한 인프라, 장비 부족, 영양실조, 의약품 부족" 등의 문제는 여전히 존재한다고 인정했다. WHO는 국제앰네스티의 보고서가 북한을 떠난 일부 소수의 사람들(일부는 2001년에 떠난 사람들)의 사례에만 기반하고 있으며, 최근 한국의 자금 지원과 WHO의 협력으로 개선된 현재의 상황을 반영하지 못하고 있다고 주장했다.
이에 대해 BBC 기자는, 북한에서 원조 사업을 수행 중인 유엔 기구들은 자칫 활동에 지장을 줄까봐 공개적인 비판을 꺼리는 경향이 있다고 언급했다.
특별 진료는 주로 도시 지역에서 제공되며, 약국도 도시에서 흔히 볼 수 있다. 필수 의약품도 비교적 잘 공급되고 있다. 공장과 광산에는 병원이 부속되어 있는 경우도 있다.
2020년 한 기사에서, 2018년에 북한을 탈출한 탈북자는 북한의 보건의료 시스템이 상류층을 위한 것이며, 그들은 국내 최고 의료 시설에서 무료 진료를 받는 반면, 나머지 모든 사람들은 열악한 병원에서 진료를 받기 위해 비용을 지불해야 한다고 주장했다. 그의 말에 따르면, 김일성 시절인 1970~80년대에는 병원 치료가 무료로 제공되어 의료 보장이 더 나았다고 하며, 현재는 의사에게 진료비를 지불해야 하고, 약품과 의료 장비 부족으로 인해 환자가 치료에 필요한 모든 것을 사야 한다고 전했다. 그는 “보통 북한 주민들은 자신의 삶을 운명에 맡긴다. 의료 측면에서 정부로부터 아무것도 기대하지 않는다”고 썼다.
그는 전기와 난방이 없는 병원, 의사들이 배터리로 작동하는 손전등을 들고 수술을 하는 상황, 부유한 환자들이 장작을 구입하거나 철판이나 드럼통에 장작을 피워 만든 자체 난로로 병실을 데우는 모습을 묘사했다. 수술 중 마취 없이 고통을 참는 것도 돈을 아끼기 위해 흔히 있는 일이라고 주장했다. 그는 자신과 아내가 수술을 받아야 했던 개인적인 사례를 설명하면서, “솜, 드레싱부터 마취제(노보카인), 항생제(페니실린)까지 모든 것을 사야 했고, 외과의에게 수술비를 지불하고, 의료진 전체에게는 개인 운영 식당에서 식사 대접을 해야 했다”고 썼다. 그는 “환자가 가진 돈이 생사(生死)를 좌우한다”고 했다.
접근성에 대해 그는, “상위 1%만이 실제로 무료 진료를 누릴 수 있다. 어쩌면 20% 정도는 의사에게 진료비를 낼 여유가 있을 것이다. 나머지 사람들은 병원에 가겠다는 생각조차 감히 못 한다”고 주장했다.
한국에 거주하는 탈북자들을 응답자 주도 표본추출 방식으로 인터뷰한 연구에 따르면, 65.4%의 응답자가 약을 사기 위해 자비를 들였고, 82%는 의료용품, 75.9%는 '의료 시설 이용 시 식사나 난방'과 같은 기타 품목에 대해 자비 부담을 했다고 한다.
2013년 한 연구는, 북한의 정확한 건강 상태를 이해하는 데 있어 가장 큰 장애물은 건강 데이터의 타당성과 신뢰성 부족이라고 지적했다.

### 기대 수명
북한의 기대 수명은 2022년 기준 74세이다. 2009년 성별 구분에 따르면, 여성은 72.8세, 남성은 64.9세의 기대 수명을 보였다.

### 영양실조
※ 참고: 북한 기근
1990년대에 북한은 기근으로 인해 심각한 피해를 입었으며, 사망자는 50만 명에서 300만 명에 이르는 것으로 추정된다. 오늘날에도 식량 부족은 계속되고 있으며, 그 원인으로는 악천후, 비료 부족, 국제 기부 감소 등이 있으며, 이로 인해 북한 주민들은 충분한 식량을 섭취하지 못하고 있다. 2008년에 실시된 북한 주민 대상 조사에서는, 응답자의 4분의 3이 식사량을 줄였다고 밝혔다.
또한 극심한 빈곤도 북한 주민들이 겪는 기아의 원인으로, 인구의 27%가 하루 미화 1달러 이하의 절대 빈곤선 이하에서 살아가고 있다.
이러한 식량 부족은 다양한 영양실조 관련 질병을 유발한다. 2009년 유니세프 보고서에 따르면, 북한은 "5세 미만 아동의 발육부진(중등도 및 중증) 유병률이 가장 높은 18개국 중 하나"로 지목되었다. 그러나 2017년의 한 조사에서는 발육부진 아동 비율이 2009년의 32%에서 20% 미만으로 감소한 것으로 나타났다.

### 위생
2017년에 실시된 한 조사에 따르면, 대부분의 사람들이 화장실을 이용할 수 있었지만, 위생 시설의 93%는 하수도 시스템에 연결되어 있지 않았다. 대신, 인분이 비료로 사용되어 농지에 뿌려졌으며, 이로 인해 장내 기생충이 퍼질 수 있는 잠재적 건강 위험이 발생하고 있었다. 또한 이 조사는 전체 인구의 4분의 1이 오염된 식수를 섭취하고 있다는 사실도 밝혀냈다.

### 안과
2006년, 독일 하이델베르크 대학교 안과병원의 게르트 아우프하르트(Gerd Auffarth) 교수가 북한을 방문할 수 있는 허가를 받았다. 그는 북한에서 안과 수술을 시행한 몇 안 되는 서방 외과의 중 한 명이다. 처음 평양에 도착하기 전에는 단 5건의 수술만 허용되었지만, 대학 병원에 도착한 후 총 17건의 수술을 집도할 수 있었다. 그가 시행한 수술은 다음과 같다:
- 독일에서 가져온 기증 조직을 이용한 각막이식술 1건
- 공막고정 인공수정체 삽입술 3건
- 인공수정체 삽입을 포함한 백내장 유화술 13건

이 모든 수술은 그가 독일에서 가져온 국소 마취제를 사용해 시행되었다. 그는 2011년에 《철의 장막 뒤의 안과: 북한에서의 백내장 수술》이라는 제목의 영상에서 당시 경험을 보고했다. 영상에서 그는, 소모성 의료 기기의 부족으로 인해 많은 부분을 현지에서 임기응변으로 해결해야 했지만, 일단 외과의가 이러한 특별한 환경에 적응하면 교육과 임상 진료 모두에서 의사와 환자 모두에게 만족스러운 성과를 낼 수 있다고 평가했다.
이 방문의 결과로, 2007년에는 북한의 젊은 안과 의사 2명이 하이델베르크를 방문해 6개월간 머무르며 백내장 수술에 대한 광범위한 훈련을 받았다.
또 다른 외국 안과의로는 네팔의 산두크 루이트(Sanduk Ruit) 박사가 있으며,[25] 네팔 틸강가 안과연구소는 북한 안과의들을 훈련시키고 있다.

### 비감염성 질환
관련 정보: 북한의 흡연
북한의 비감염성 질환(NCD) 위험 요인으로는 높은 도시화율, 고령화 사회, 그리고 남성의 높은 흡연율과 음주율이 있다.
심혈관 질환은 단일 질환군으로는 북한에서 가장 큰 사망 원인으로,
- 허혈성 심장질환이 전체 사망의 13%,
- 하기도 감염이 11%,
- 뇌혈관 질환이 7%를 차지한다.[37]

북한 성인 남성의 약 54.8%가 하루 평균 15개비의 담배를 피우고 있으며,
도시 근로자 집단의 흡연율이 농촌 인구보다 조금 더 높은 경향을 보인다.
또한 남성의 26.3%가 WHO 기준으로 ‘과도한 음주’(1회당 1병 이상)를 하고 있는 것으로 보고되었다.
북한 정부는 2014~2020년 비감염성 질환 예방 및 통제 국가전략계획을 수립하고, 2005년에는 WHO의 담배 규제 기본협약(FCTC)에 서명하며, NCD 예방을 우선시하고 있다.
2022년 기준, 당뇨병 예방도 주요 정책 과제로 삼고 있다.

### 구강 건강
과거에는 설탕이 거의 포함되지 않은 식단 덕분에 북한 주민들은 구강 건강에 큰 문제가 없었다. 하지만 2000년대 이후, 특히 도시 지역을 중심으로 사탕과 단 스낵류 형태로 설탕이 식단에 도입되면서 치아 건강 문제가 점차 나타나기 시작했다. 치약은 정기적으로 사용되지 않는 것으로 알려져 있다.

### 감염병
2003년 기준, 결핵, 말라리아, B형 간염 등 감염병은 북한에 풍토병으로 존재한다고 설명되었다.
같은 해, 북한 인구의 약 4.5%가 B형 간염에 감염된 것으로 추정되었다.
2009년 아시아 지역의 신종플루(인플루엔자) 유행은 북한에도 영향을 미쳤다.
(관련 내용: 2009년 아시아 신종플루 유행)
2010년, 국제앰네스티(Amnesty International)는 북한이 결핵 유행 상황에 직면해 있다고 보고하면서, 인구의 약 5%가 결핵에 감염되었으며, 그 원인으로 보건 및 영양 상태의 전반적인 악화와 공공 보건서비스의 쇠퇴를 지목했다.
또한 2010년에는 폐렴과 설사를 유발하는 감염병이 아동 사망의 주요 원인으로 지목되었으며, 2009년에는 북한 학령기 아동의 3분의 1이 장내 기생충으로 인한 질병을 앓고 있는 것으로 평가되었다.

### 코로나19 유행
2020년, 북한은 COVID-19 대유행 초기 국경을 가장 먼저 폐쇄한 국가 중 하나이며, 다양한 방역 조치를 시행했다.
2022년 5월 12일, 북한은 첫 번째 확진자 발생을 공식 발표했다.

### HIV/AIDS
북한 정부는 북한 내에 에이즈(HIV/AIDS) 감염자가 전혀 없다고 지속적으로 주장해왔다.
UNAIDS에 따르면 2006년 기준 북한 성인 인구 중 HIV 양성자는 0.2% 미만이었으며,
2018년 WHO 북한 사무소 역시 HIV 양성 사례가 보고된 바 없다고 발표했다.
2002년 연구에 따르면, 북한 남녀 모두 HIV/AIDS에 대한 교육 수준은 비교적 높으며, 2/3 이상이 감염 예방법을 알고 있었고, 잘못된 인식도 많지 않았다. 그러나 2001년 유엔인구기금(UNFPA)은 일부 병원 직원들조차 지식이 제한적이었다고 보고했다.
중국과의 국경 이동은 HIV 전파의 위험 요소로 지목되기도 했다.
2011년 북한은 HIV 예방에 100만 달러를 지출했으며, 비슷한 액수가 이전 몇 년간 반복적으로 사용되었다. 같은 해, 국제사회로부터 7만 5천 달러의 지원금을 받았다.
검사소와 클리닉은 존재하지만, 2006년 기준 항레트로바이러스 치료(ART)는 제공되지 않는 것으로 알려졌다.
북한은 HIV/AIDS 고위험군과 관련된 처벌적 법률을 가지고 있으며, 이는 UNAIDS에 따르면 감염자의 낙인과 치료 방해 요인이 될 수 있다. 예를 들어,
- 성매매는 형사처벌 대상이며,
- 일부 마약 범죄는 사형에 처해질 수 있지만,
- 마약 사용자에 대한 강제 구금은 이루어지지 않는다.
- 성인 간의 동성 간 성관계는 불법이 아니다.[62]

북한은 HIV 양성 여부가 확인되면 외국인을 추방하는 정책을 시행하고 있다.
2019년 미국 학술지 Science는 북한 내 HIV 감염자가 예상보다 많을 수 있으며, 전체 감염자 수는 약 8,362명이라고 보도했다.

### 전통 한의학 (Traditional Korean Medicine)
조선의학협회(북한의 의학 관련 기관)에 따르면, 북한의 1차 진료의 80% 이상이 전통 한의학에 의존하고 있다.
이 협회는 전통의학의 장려가 부족한 의약품 생산의 결과라고 설명한다.
북한 법은 서양의학과 전통 한의학을 병행하여 사용해야 한다고 명시하고 있다.
특히, 북한 ‘의료법’ 제31조는 의료기관이 침술과 전통 한의학을 반드시 사용하여 환자를 치료할 것을 규정하고 있다.
또한 법의 다른 조항들에서도 전통의학과 현대의학을 동시에 발전시킬 것을 강조하고 있으며, 이는 북한 대부분의 의학 저널에서도 반영되고 있다.